# Phong Đô
Phong Đô (chữ Hán giản thể:丰都县, tên cũ là "酆都", năm 1986 đổi thành tên như hiện nay, Hán Việt: Phong Đô huyện) là một huyện thuộc thành phố trực thuộc trung ương Trùng Khánh, Cộng hòa Nhân dân Trung Hoa. Huyện này có diện tích 2901 km2, dân số năm 2006 là 800.000 người. Mã số bưu chính: Huyện này nằm ở trung tâm bản đồ của Trùng Khánh. Về mặt hành chính, huyện này được chia ra thành 19 trấn, 12 hương, 344 thôn, 26 ủy ban cư.